# Nationaal park Repovesi
Nationaal park Repovesi (Fins: Repoveden kansallispuisto/ Zweeds: Repovesi nationalpark) is een nationaal park in Kymenlaakso en Etelä-Savo in Finland. Het park werd opgericht in 2003 en is 15 vierkante kilometer groot. Het landschap bestaat bos (den, berk) en meren. In het park leeft de bruine beer, eland, lynx en de roodkeelduiker.